# Edward Nowicki (porucznik)
Edward Nowicki ps. „Tyczka” (ur. 17 września?/30 września 1910 w Mińsku Litewskim, zm. 11 lutego 1945 w Warszawie) – porucznik, uczestnik kampanii wrześniowej, żołnierz Armii Krajowej, oficer łączności komendy Obwodu AK Radzymin, szef komendy Obwodu AK Ostrów Mazowiecka.
Absolwent Korpusu Kadetów w Rawiczu i Szkoły Podchorążych Piechoty. W szeregach 9. Dywizji Piechoty Armii „Pomorze” brał udział w kampanii wrześniowej. Podczas okupacji przebywał w Warszawie. Działał w ZWZ, a następnie w AK. Był oficerem łączności w Obwodzie Radzymin AK „Rajski Ptak”. Wiosną 1944 znalazł się w oddziale partyzanckim w Puszczy Białej. Pod koniec sierpnia 1944 walczył z cofającymi się wojskami niemieckimi, następnie objął dowództwo komendy Obwodu Ostrów Mazowiecka AK „Opocznik”. W grudniu 1944 został aresztowany przez NKWD w Pecynce niedaleko Ostrowi Mazowieckiej. 9 lutego 1945 Wojskowy Sąd Garnizonowy skazał go na karę śmierci. Stracony 11 lutego 1945 w praskim więzieniu karno-śledczym nr III tzw. Toledo przy ul. 11 Listopada w Warszawie.

## Upamiętnienie i rehabilitacja
W 1991 stołeczny WSO unieważnił wyrok z 1945 r. Pośmiertnie odznaczony Krzyżem Armii Krajowej i czterokrotnie Medalem Wojska.
Grób symboliczny znajduje się na Cmentarzu Wojskowym w Kwaterze „na Łączce”. Symboliczna mogiła znajduje się na cmentarzu parafialnym w Ostrowi Mazowieckiej.